# Junkers G 24
Die Junkers G 24 war ein dreimotoriges, als Tiefdecker ausgelegtes Verkehrsflugzeug der deutschen Junkers Flugzeugwerke aus den 1920er-Jahren. Es bot Platz für neun Passagiere und zwei Besatzungsmitglieder.

## Geschichte
1923 beantragte Hugo Junkers bei der für den deutschen Flugzeugbau zuständigen alliierten Überwachungskommission den Bau eines dreimotorigen Verkehrsflugzeugs. Auf Betreiben der Kommission wurde der Entwurf auf einen schwächeren Antrieb umgeplant und ab 1924 als Junkers G 23 verwirklicht.
Die ersten G 24 aus dem Jahr 1925 waren neu motorisierte Versionen der in Dessau gebauten G 23. Um die in Deutschland geltenden Einschränkungen des Versailler Vertrags zu umgehen, wurden die Flugzeuge nach Schweden ausgeflogen und dort durch die AB Flygindustri auf stärkere Motoren umgerüstet. Im gleichen Jahr ging Junkers dazu über, nur noch die Bauteile einer überarbeiteten Version nach Schweden zu liefern und dort die Endmontage durchzuführen.
Ab Mai 1926 entfielen die Beschränkungen und Junkers verlegte die Endmontage wieder zurück nach Deutschland. Diese dritte Bauserie wies erneut kleine Verbesserungen auf.
Zwischen 1925 und 1929 wurden mindestens 72 Flugzeuge verkauft, unter anderem auch 26 an die Lufthansa, die damit die Strecken Köln–Paris und Berlin–Königsberg bediente.
Als stärkere Motoren verfügbar wurden, entstand aus der G 24 die Junkers F 24 als einmotoriges Frachtflugzeug.

## Konstruktion
Die G 24 war ein als Tiefdecker ausgelegtes Ganzmetallflugzeug. Die erste Serie war bis auf die Motorisierung identisch mit der G 23, durch deren Umbau sie entstand. Diese Flugzeuge besaßen noch keine Landeklappen zur Auftriebserhöhung bei niedrigen Geschwindigkeiten. Die komplett in Schweden montierte zweite Serie fiel mit einer Spannweite von 29,37 m und einer Länge von 15,15 m etwas größer aus. Eine erneute Vergrößerung fand bei der dritten in Deutschland montierten Serie statt, welche über Landeklappen verfügte.
Im Laufe der Zeit erhielt die G 24 immer stärkere Motoren. Die Version G 24a wies üblicherweise drei Reihenmotoren Junkers L 2, ausnahmsweise auch einen Junkers L 5 als Mittelmotor auf. Zwei nach Italien gelieferte Flugzeuge erhielten einen Isotta Fraschini mit 221 kW als Mittelmotor. Die G 24ge besaß drei Junkers L 5, während die G 24gu zwei Junkers L 5 sowie einen Junkers L 5 G als Mittelmotor erhielt.
Die Junkers Type G 24 W wurde mit Schwimmern ausgestattet, was den Einsatz als Wasserflugzeug ermöglichte.

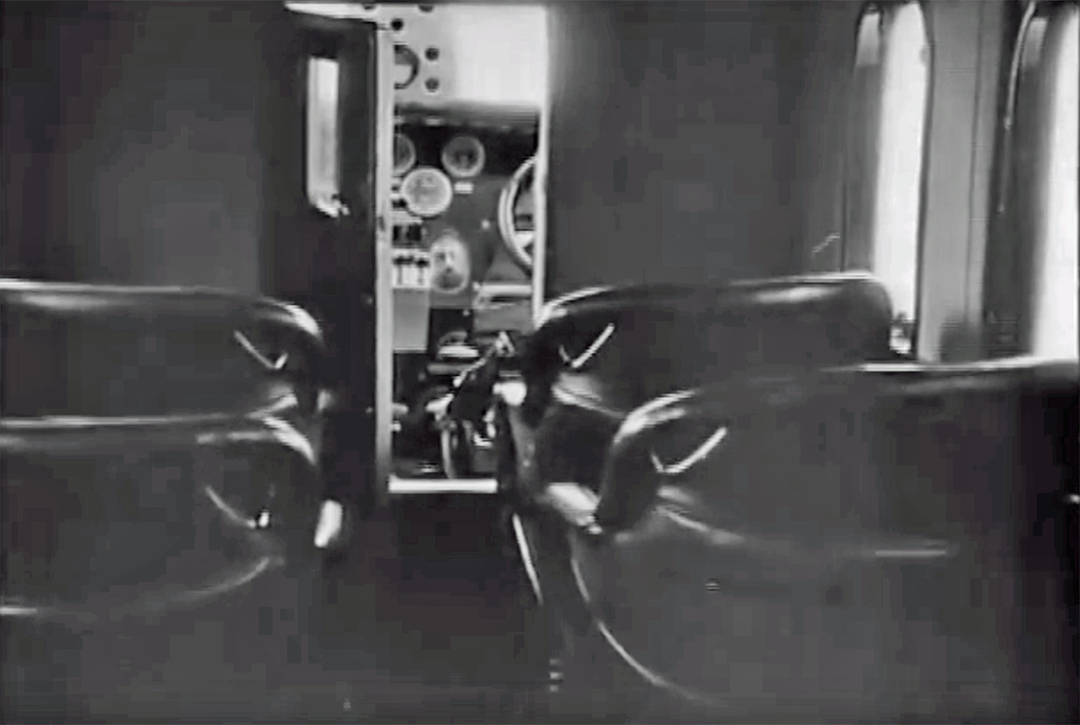
Blick zum Cockpit
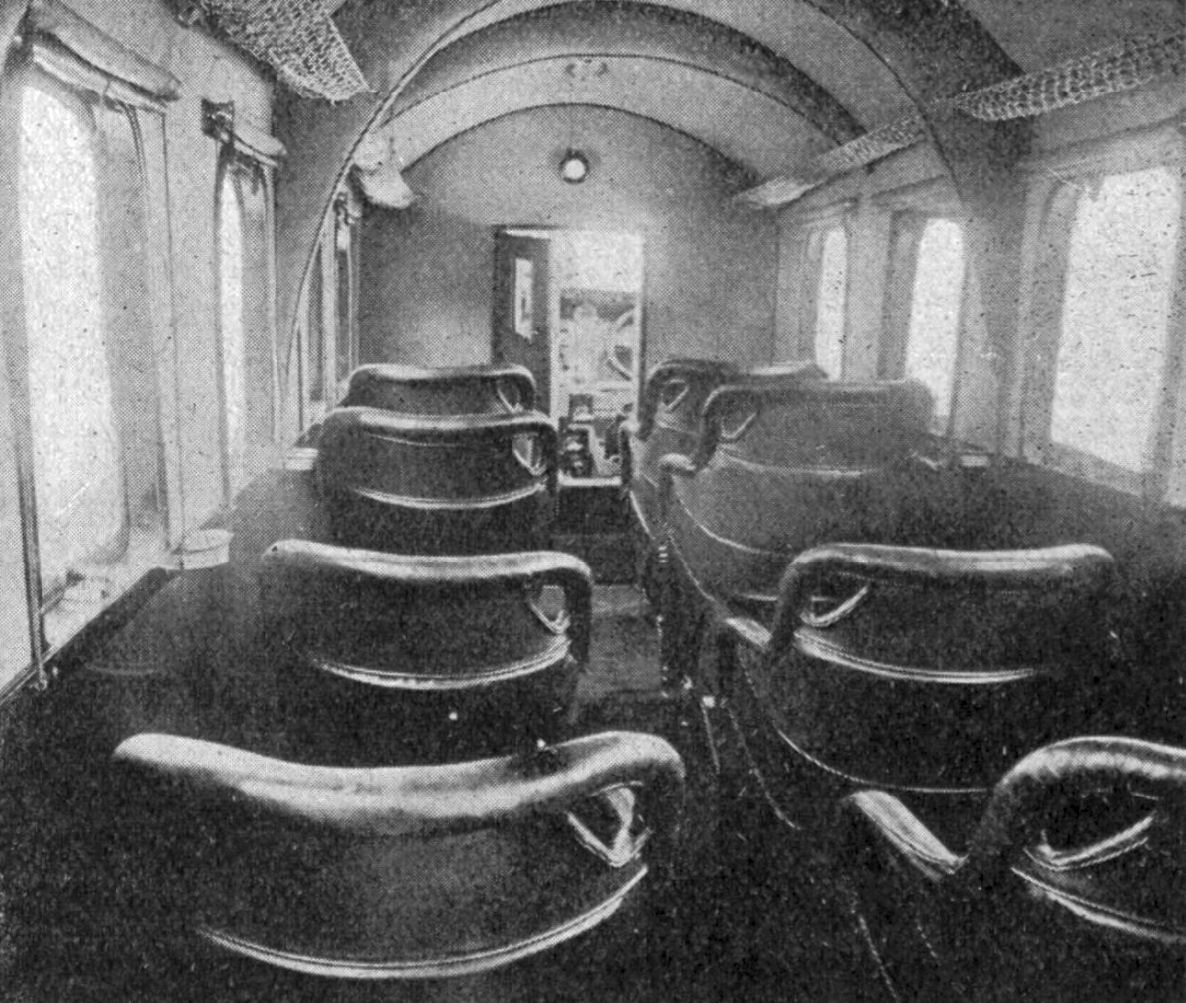
Kabine
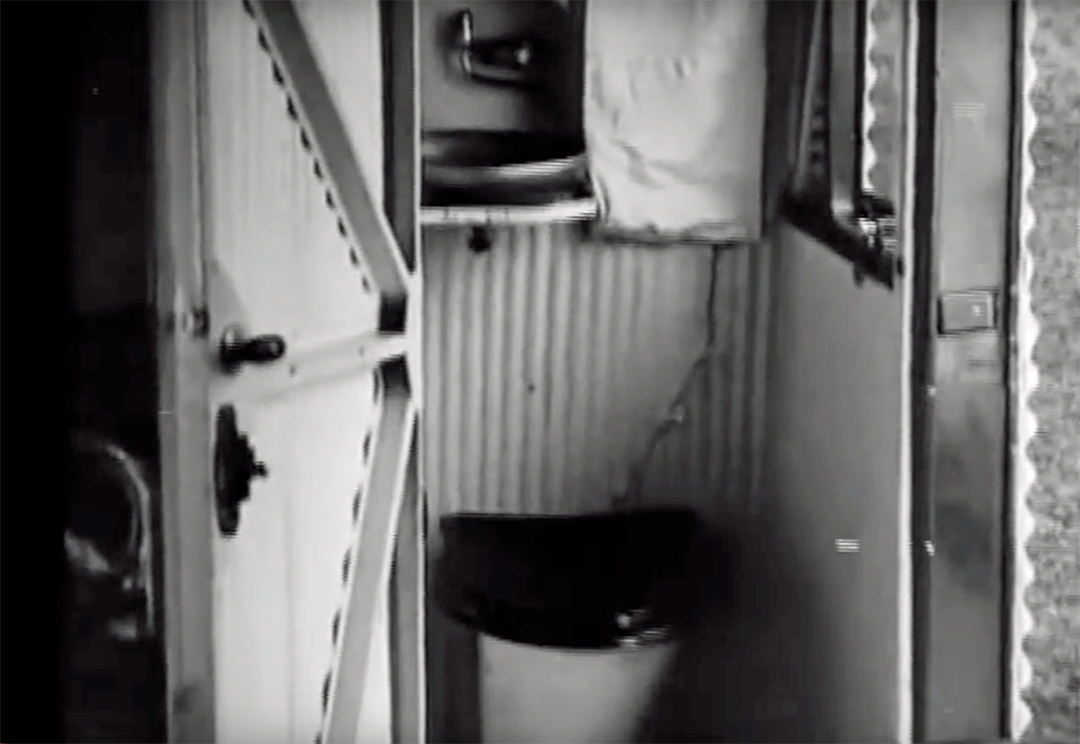
Die Bordtoilette

## Nutzung

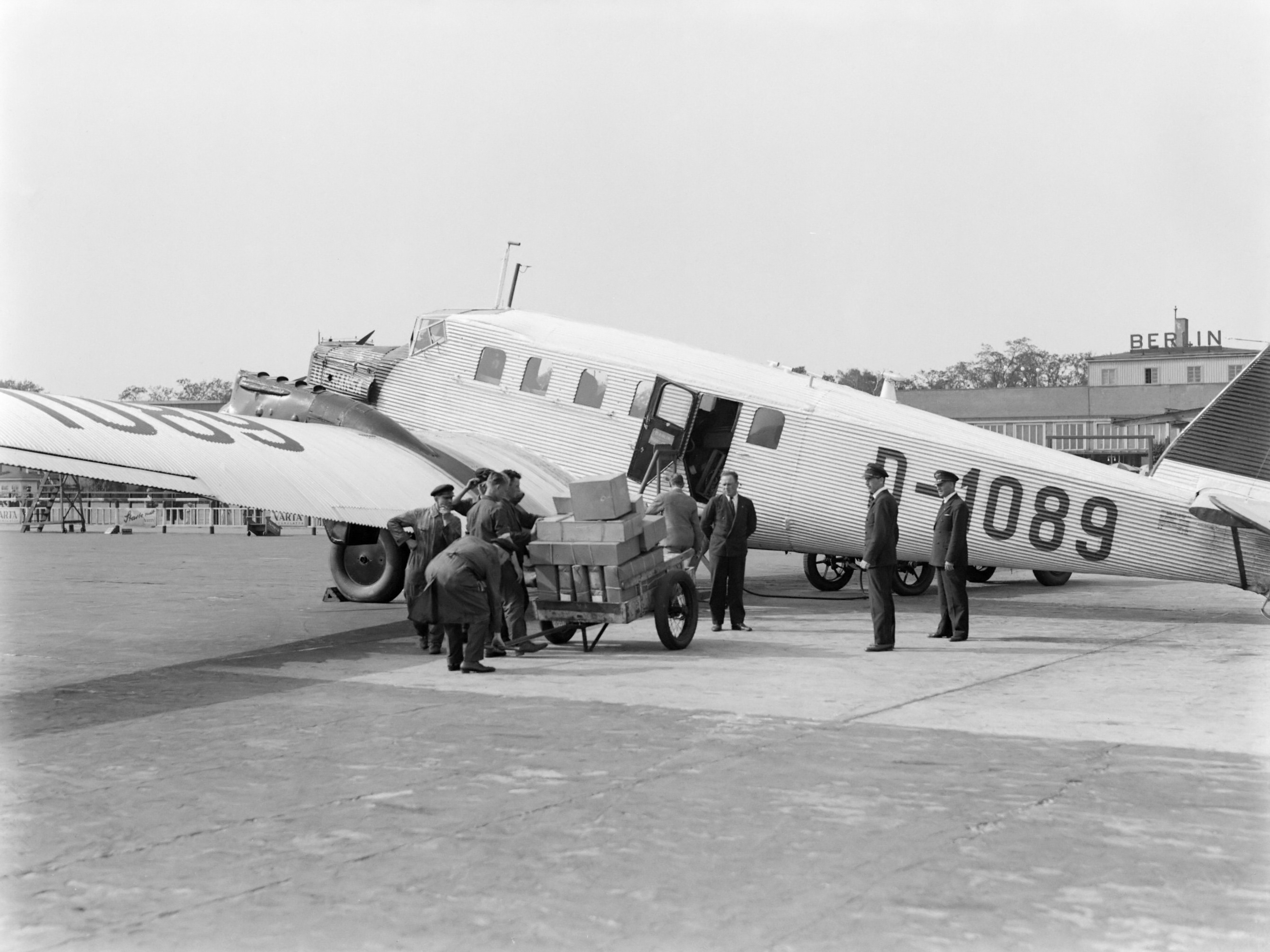
Die G 24 „Hestia“ (D-1089) im Oktober 1934 im Liniendienst Berlin–Warschau

Mit der dreimotorigen Junkers G 24 eröffnete die Lufthansa am 1. Mai 1926 auf der Strecke Berlin–Königsberg den weltweit ersten Linienflugverkehr mit Passagieren bei Nacht.
Mit der G 24 wurden mehrere Nutzlastrekorde aufgestellt. Fritz Horn stellte am 24. April 1927 einen kombinierten Rekord auf. Er flog mit 1000 kg Nutzlast die Strecke von 2020 km mit 140 km/h Durchschnittsgeschwindigkeit in 14 h 23 min.
Auf einer 500-km-Messstrecke erreichte Wilhelm Zimmermann mit 1000 kg Nutzlast eine Durchschnittsgeschwindigkeit von 209,115 km/h.
Bekannt wurde dieser Typ durch einen 20.000 km langen Fernflug der beiden Luft-Hansa-Maschinen D–901 „Thyr“ und D–903 „Hera“ von Berlin nach Peking. Das in mehreren Etappen durchgeführte Unternehmen startete am 24. Juli 1926 und führte zu großen Teilen über die Sowjetunion. Das Reiseziel wurde am 30. August erreicht. Am 8. September 1926 starteten die beiden G 24 zum Rückflug und landeten am 26. September wieder wohlbehalten in Berlin.
Dieser Typ wurde auch in der Schweiz, Türkei, Spanien, Italien, Brasilien, Österreich, Griechenland, Finnland sowie in Afghanistan eingesetzt.
Die Sowjetunion erhielt 1926 und 1927 aus dem Junkers-Zweigwerk in Schweden 23 Maschinen, die aus der G 24 zur „K 30“ entwickelte worden waren. Die Maschinen wurden im Junkers-Zweigwerk in Fili bei Moskau zu JuG-1 genannten Bombenflugzeugen ausgerüstet. Sie erhielten fünf 7,62-mm-MG und konnten 500 kg Bomben transportieren. Ihre Umrüstung auf Schwimmer oder Skier war möglich.

## Technische Daten
| Kenngröße                                    | Daten (1. Serie, Radausf.)                                          | Daten (1. Serie, Schwimmerausf.)                    | Daten (2. Serie)                                    | Daten (3. Serie, Radausf.)                            | Daten (3. Serie, Schwimmerausf.)                      |
| -------------------------------------------- | ------------------------------------------------------------------- | --------------------------------------------------- | --------------------------------------------------- | ----------------------------------------------------- | ----------------------------------------------------- |
| Besatzung                                    | 2 + 1 Kabinenwart                                                   | 2 + 1 Kabinenwart                                   | 2 + 1 Kabinenwart                                   | 2 + 1 Kabinenwart                                     | 2 + 1 Kabinenwart                                     |
| Passagiere                                   | 9                                                                   | 9                                                   | 9                                                   | 9                                                     | 9                                                     |
| Länge                                        | 15,23 m                                                             | 15,60 m                                             | 15,15 m                                             | 15,70 m                                               | 16,1 m                                                |
| Spannweite                                   | 28,50 m                                                             | 28,50 m                                             | 29,37 m                                             | 29,90 m                                               | 29,90 m                                               |
| Höhe                                         | 5,40 m                                                              | 6,00 m                                              | 4,20 m                                              | 4,15 m                                                | 5,8 m                                                 |
| Flügelfläche                                 | 89,00 m²                                                            | 89,00 m²                                            |                                                     | 97,80 m²                                              | 97,80 m²                                              |
| Flügelstreckung                              | 9,13                                                                | 9,13                                                |                                                     | 9,14                                                  | 9,14                                                  |
| Leermasse                                    | 3600 kg                                                             | 3800 kg                                             |                                                     | 4192 kg                                               | 4794 kg                                               |
| Zuladung                                     | 2400 kg                                                             | 2200 kg                                             |                                                     | 2308 kg                                               | 1706 kg                                               |
| Startmasse                                   | 6000 kg                                                             | 6000 kg                                             |                                                     | 6500 kg                                               | 6500 kg                                               |
| Flächenbelastung                             | 67,00 kg/m²                                                         | 67,00 kg/m²                                         |                                                     | 66,00 kg/m²                                           | 66,00 kg/m²                                           |
| Leistungsbelastung                           | 10,03–8,7 kg/PS                                                     | 10,03–8,7 kg/PS                                     |                                                     | 7,3 kg/PS                                             | 7,3 kg/PS                                             |
| Triebwerke                                   | wassergekühlte Sechszylinder-Viertakt-Reihenmotoren                 | wassergekühlte Sechszylinder-Viertakt-Reihenmotoren | wassergekühlte Sechszylinder-Viertakt-Reihenmotoren | wassergekühlte Sechszylinder-Viertakt-Reihenmotoren   | wassergekühlte Sechszylinder-Viertakt-Reihenmotoren   |
| Anzahl/Typ                                   | drei Junkers L 2                                                    | drei Junkers L 2                                    | ein Junkers L 5, zwei Junkers L 2                   | drei Junkers L 5                                      | drei Junkers L 5                                      |
| Nennleistung am Boden                        | je 230 PS (169 kW)                                                  | je 230 PS (169 kW)                                  | 310 PS (228 kW), je 230 PS (169 kW)                 | je 310 PS (228 kW)                                    | je 310 PS (228 kW)                                    |
| Kraftstoffvolumen                            | 1300 l                                                              | 1300 l                                              |                                                     | 1290 l                                                | 1290 l                                                |
| Kraftstoffverbrauch bei Reisegeschwindigkeit | ca. 120 kg/h                                                        | ca. 120 kg/h                                        |                                                     | 160 kg/h                                              | 160 kg/h                                              |
| Höchstgeschwindigkeit                        | 175 km/h in Bodennähe 160 km/h in 2000 m Höhe                       | 165 km/h in Bodennähe 150 km/h in 2000 m Höhe       | 195 km/h                                            | 197 km/h                                              | 185–191 km/h in Bodennähe                             |
| Reisegeschwindigkeit                         | 150 km/h                                                            | 145 km/h                                            | 170 km/h                                            | 162 km/h                                              | 156 km/h                                              |
| Landegeschwindigkeit                         | 90–105 km/h                                                         | 90–105 km/h                                         |                                                     | 103 km/h                                              | 103 km/h                                              |
| Steigleistung                                |                                                                     |                                                     | 2,80 m/s                                            |                                                       |                                                       |
| Steigzeit                                    | 8 min auf 1000 m Höhe 20 min auf 2000 m Höhe 40 min auf 3000 m Höhe | 10 min auf 1000 m Höhe 28 min auf 2000 m Höhe       |                                                     | 6,5–7 min auf 1000 m Höhe 14–17,5 min auf 2000 m Höhe | 6,8–8,5 min auf 1000 m Höhe 16–20 min auf 2000 m Höhe |
| Gipfelhöhe                                   | 3800 m                                                              | 3400 m                                              | 4700 m                                              | 4455–4950 m                                           | 4095–4550 m                                           |
| Reichweite                                   |                                                                     |                                                     | 1300 km                                             |                                                       |                                                       |
| Flugdauer                                    | 9 h                                                                 | 9 h                                                 |                                                     |                                                       |                                                       |
| Startstrecke                                 | 220 m bei 6000 kg Masse                                             |                                                     |                                                     |                                                       |                                                       |
| Landestrecke                                 | 200 m bei 6000 kg Masse                                             |                                                     |                                                     |                                                       |                                                       |